# Živčni končič
Živčni končiči so izrastki aksonov živčnih celic, ki tvorijo sinapse z drugimi živčnimi celicami  ali z efektorji (npr. motorične ploščice na skeletnih mišičnih vlaknih ali sinapse na žleznih celicah) ali skupaj z drugimi tkivi receptorje za razne kvalitete dražljajev, ki učinkujejo iz kože (eksteroceptorji), iz notranjih organov (interoceptorji), iz mišic, kit, sklepnih ovojnic, ravnotežnega aparata (proprioceptorji) ali iz daljave (teleceptorji).
Živčne celice so namreč med seboj zapleteno povezane. Dolg izrastek živčnega vlakna, akson, na koncu tvori živčne končiče, ki se bodisi povezujejo z nevriti drugih živčnih vlaken, efektorskimi strukturami ali pa se prosto končujejo kot eksteroceptorji o v epiteliju, vezivu, mišičnini in seroznih membranah in so občutljivi za mehanične ter bolečinske dražljaje.

## Prenos signala
| \| Aktivnost na mestu živčnega končiča: Iz živčne celice A se preko živčnega končiča signal prenese na živčno celico B: 1. Mitohondrij 2. Sinaptični mešiček z živčnimi prenašalci 3. Avtoreceptor 4. Sinapsa s sproščenim živčnim prenašalcem (serotonin) 5. Posinaptični receptorji, ki jih aktivira živčni prenašalec (sproži postsinaptični potencial) 6. Kalcijev kanalček 7. Eksocitoza mešička 8. Ponovno privzet živčni prenašalec |

Signal se po živčnih vlaknih prenaša v obliki električnega impulza, v sinapsi, kjer se stikata živčni končič predsinaptičnega nevrona ter nevrit posinaptičnega nevrona ali efektorska celica, pa se signal prenese kemično, in sicer s pomočjo snovi, imenovanih živčni prenašalci. Sinapsa namreč predstavlja vrzel med obema nevronoma oziroma predsinpatičnim nevronom in efektorsko celico.
Živčni prenašalci se skladiščijo v sinaptičnih mešičkih, ki se kopičijo ob membrani živčnega končiča predsinaptične živčne celice. Živčni končiči so specializirani za izločanje določenega živčnega prenašalca.
Mešički z živčnim prenašalcem se sicer tvorijo znotraj predsinaptičnega nevrona, nato pa potuje navzdol proti živčnim končičem, kjer se zasidrajo. Električni signal, ki pripotuje po nevronu do končiča, aktivira kalcijeve kanalčke, ki nato sprožijo kaskado biokemičnih reakcij in povzročijo, da se sinaptični mešički začnejo zlivati s predsinaptično membrano, pri tem pa se z eksocitozo njihova vsebina sprosti v sinaptično špranjo (vrzel med končičem predsinaptične celice in dendritom posinaptične celice). Vsebina mešička se sprosti v špranjo v 180 µsec potem, ko se odpro kalcijevi kanalčki in kalcijevi ioni vdro v celico.  Kalcijevi ioni se namreč vežejo na sinaptične mešičke in povzročijo sprostitev živčnih prenašalcev v špranjo. Sinaptični mešički vsebujejo topne beljakovine, ki se poleg živčnega prenašalca prav tako sprostijo v zunajcelični prostor, njihove membranske beljakovine in lipidi pa se vgradijo v membrano predsinaptične celice. 
Sproščen živčni prenašalec prepotuje špranjo in se veže na receptorje na membrani posinaptične celice.
Ko se živčni prenašalec veže z receptorsko molekulo, sproži mehanizme, ki privedejo bodisi neposredno bodisi posredno do spremembe napetosti na celični membrani in tvorbo akcijskega potenciala. Po vezavi na receptor se živčni prenašalec iz njega hipoma sprosti in razgradi z encimi ali se ponovno privzame v predsinaptično celico preko prenašalnih molekul, da ni posinaptična celica predolgo vzdražena.